# Matthiola
Matthiola és un gènere de plantes amb flors de la família brassicàcia. Un sinònim seu és Mathiola. Rep el nom de Pietro Andrea Mattioli.
El gènere conté unes 50 espècies originàries de les regions temperades i, ordinàriament, de tendència estepària o desèrtica de l'antic continent. El centre principal n'és la regió iranoturaniana.
En jardineria, es coneixen com a violers i les espècies més cultivades són Matthiola incana i M. longipetala.

## Algunes espècies
Als Països Catalans, hi són autòctones: Matthiola sinuata, Matthiola incana, Matthiola fruticulosa, Matthiola parviflora, Matthiola tricuspidata i Matthiola lunata.
- Matthiola fruticulosa - Violer trist

- Matthiola incana - Violer bord

- Matthiola longipetala (= Matthiola bicornis)

- Matthiola odoratissima

- Matthiola sinuata - Violer marí

- Matthiola tricuspidata